# Alpenklassieker 1998
De 8e editie van de Alpenklassieker (Frans: Classique des Alpes 1998) vond plaats op 6 juni 1998. Laurent Jalabert behaalde zijn 105de profoverwinning sinds zijn entree bij de professionals in 1989. De Fransman had de koers eerder in 1996 op zijn naam geschreven.

## Uitslag
| rang | renner                | land       |
| ---- | --------------------- | ---------- |
| 1    | Laurent Jalabert      | Frankrijk  |
| 2    | Francesco Casagrande  | Italië     |
| 3    | Benoît Salmon         | Frankrijk  |
| 4    | Andrej Teterioek      | Kazachstan |
| 5    | Vjatsjeslav Djavanian | Rusland    |
| 6    | Bo Hamburger          | Denemarken |
| 7    | Bjarne Riis           | Denemarken |
| 8    | Jens Voigt            | Duitsland  |
| 9    | Jean-Cyril Robin      | Frankrijk  |
| 10   | Richard Virenque      | Frankrijk  |

1991 · 1992 · 1993 · 1994 · 1995 · 1996 · 1997 · 1998 · 1999 · 2000 · 2001 · 2002 · 2003 · 2004